# San Francisco de Yare
San Francisco de Yare é uma cidade venezuelana, capital do município de Simón Bolívar (Miranda).